# Chott ech Chergui
Chott ech Chergui är en saltöken i Algeriet.   Den ligger i provinsen Saida, i den norra delen av landet, 400 km sydväst om huvudstaden Alger. Arean är 2 000 kvadratkilometer.